# Stara Kapela (Nova Kapela)
Stara Kapela is een plaats in de gemeente Nova Kapela in de Kroatische provincie Brod-Posavina. De plaats telt 25 inwoners (2001).